# Карагунис, Василиос
Василиос Карагунис (греч. Βασίλειος Καραγκούνης; род. 18 января 1994, Ламия) — греческий футболист, полузащитник.

## Карьера
Профессиональную карьеру начал в 2010 году в составе клуба «Удинезе».
В 2012 году подписал контракт с греческим клубом «Олимпиакос» Пирей.
В 2013 году на правах аренды перешёл в «Арис» Салоники. 25 августа 2013 года в матче против клуба «Каллони» дебютировал в чемпионете Греции.

## Достижения
«Олимпиакос» Пирей
- Чемпион Греции: 2012/13
- Обладатель кубка Греции: 2012/13

АЕЛ Лимасол
- Обладатель суперкубка Кипра: 2015

## Клубная статистика
| Игровая карьера | Игровая карьера   | Игровая карьера | Лига | Лига | Кубок | Кубок | Межд. | Межд. | СК | СК |
| --------------- | ----------------- | --------------- | ---- | ---- | ----- | ----- | ----- | ----- | -- | -- |
| 2019/20         | Платаньяс         | Б               | 8    | 0    | 2     | 0     | —     | —     | —  | —  |
| 2020/21         | Эрмис             | А               | 32   | 0    | 1     | 0     | —     | —     | —  | —  |
| 2021            | Торпедо (Кутаиси) | А               | 14   | 0    | —     | —     | —     | —     | —  | —  |
| 2022            | Торпедо (Кутаиси) | А               | 12   | 0    | —     | —     | —     | —     | —  | —  |
| 2022/23         | Каламата          | Б               | 26   | 0    | 3     | 0     | —     | —     | —  | —  |
| 2023/24         | Каламата          | Б               | 5    | 0    | —     | —     | —     | —     | —  | —  |